# Août 1916

## Événements
- 3 août : loi martiale contre les grévistes au Mexique.
- 4 août : offensive serbe dans la région du lac Prespa en Macédoine.
- 8 août : 
  - Victoire russe dans le Caucase à la bataille de Bitlis
  - En Italie, prise de Gorizia par la 3e Armée italienne sous les ordres du duc d'Aoste après la sixième bataille de l'Isonzo.
- 15 août : création à Marly-le-Roi du premier centre d’instruction des chars de combat, dirigé par Jean-Baptiste Eugène Estienne.
- 17 août : traité d’alliance entre l’Entente et la Roumanie signé à Bucarest : en échange de son entrée en guerre contre l’Autriche, la Roumanie annexera la Bucovine, la Transylvanie et le Banat.
- 23 août : sur le front des Balkans, l'armée bulgare bouscule les troupes serbes à l'ouest du dispositif allié de Grèce.
- 24 août (Somme) : les Français prennent Maurepas.
- 27 août :
  - Sollicité par les Alliés et pour renforcer sa position lors des négociations qui doivent décider du partage de l’Empire ottoman, le royaume d'Italie déclare la guerre à l’Empire allemand.
  - La Roumanie déclare la guerre à l’Autriche-Hongrie. Après une offensive en Transylvanie rapidement enrayée, le pays se trouve isolé par 600 000 austro-allemands appuyés par les Turcs et les Bulgares. Bucarest tombe en automne et la Roumanie conclut un armistice. L’invasion du pays par les Allemands met en difficulté le front russe méridional.
- 28 août :
  - L’Allemagne, puis l'Empire ottoman, déclarent la guerre à la Roumanie.
  - L'Italie déclare la guerre à L’Allemagne
  - Les troupes roumaines du général Averescu entrent en Transylvanie et prennent Brașov.
  - En Allemagne, Von Falkenhayn est remplacé par le maréchal Paul von Hindenburg à la tête de la Direction Suprême de l'armée allemande.

## Naissances
- 1er août :
  - Fiorenzo Angelini, cardinal italien, président émérite du Conseil pontifical pour la santé.
  - Anne Hébert, poète et romancière québécoise († 22 janvier 2000).
- 5 août : Pierre Vilars, vétéran français de la Seconde Guerre mondiale († 19 septembre 2024).
- 7 août : Lawrence T. Picachy, cardinal indien, jésuite et archevêque de Calcutta († 30 novembre 1992).
- 13 août : Alfred Chupin, personnalité politique française († 26 juillet 2021).
- 24 août : Léo Ferré, musicien, poète et chanteur français († 14 juillet 1993).
- 27 août : Robert Van Eenaeme, coureur cycliste belge († 8 mars 1959).
- 28 août :
  - Louis Faurer, photographe américain († 2 mars 2001).
  - Jack Vance, auteur américain de science-fiction.

## Décès
- 4 août : Frédéric Jansoone, religieux
- 17 août : Umberto Boccioni, peintre et sculpteur futuriste.
- 27 août : Hyacinthe Alchimowicz, artiste peintre franco-polonais.